# Pazifikspiele 2015/Squash
Bei den Pazifikspielen 2015 in Port Moresby in Papua-Neuguinea fanden vom 6. bis 17. Juli 2015 im Squash sieben Wettbewerbe statt. Austragungsort war der Port Moresby Racquets Club.
Erfolgreichste Nation war Neukaledonien vor Gastgeber Papua-Neuguinea und Fidschi. Erfolgreichste Spielerin war wettbewerbsübergreifend Lynette Vai, die drei Goldmedaillen und eine Bronzemedaillen gewann.

## Bilanz

### Medaillenspiegel
| Platz  | Land            | Gold | Silber | Bronze | Gesamt |
| ------ | --------------- | ---- | ------ | ------ | ------ |
| 1      | Neukaledonien   | 4    | 1      | 4      | 9      |
| 2      | Papua-Neuguinea | 3    | 4      | 2      | 9      |
| 3      | Fidschi         | —    | 2      | 1      | 3      |
| Gesamt | Gesamt          | 7    | 7      | 7      | 21     |

### Medaillengewinner
| Disziplin        | Gold                                                                              | Silber | Bronze                                                                              |
| ---------------- | --------------------------------------------------------------------------------- | --- | ----------------------------------------------------------------------------------- |
| Herreneinzel     | Nicolas Massenet                                                                  | Madako Suari | Gaël Gosse                                                                          |
| Dameneinzel      | Lynette Vai                                                                       | Eli Webb | Claire Faucompré                                                                    |
| Herrendoppel     | Fabian Dinh Nicolas Massenet                                                      | Marika Matanatabu Romit Parshottam                                                                                    | Gaël Gosse Laurent Guepy                                                            |
| Damendoppel      | Sylvaine Durand Christelle Nagle                                                  | Nicole Gibbs Sheila Morove                                                                                            | Lynette Vai Eli Webb                                                                |
| Mixed            | Lynette Vai Madako Suari                                                          | Eli Webb Robin Morove                                                                                                 | Kareen Hamou Laurent Guepy                                                          |
| Herrenmannschaft | NeukaledonienFabian Dinh Gaël Gosse Laurent Guepy Yann Lancrenon Nicolas Massenet | FidschiJustin Ho Marika Matanatabu Andrew McGoon Sailesh Pala Romit Parshottam Nitesh Prasad                          | Papua-NeuguineaLokes Brooksbank Robin Morove Madako Suari Moreaina Wei              |
| Damenmannschaft  | Papua-NeuguineaImong Brooksbank Sheila Morove Lynette Vai Eli Webb                | NeukaledonienJennifer Corigliano Christine Deneufbourg Sylvaine Durand Claire Faucompre Kareen Hamou Christelle Nagle | FidschiLinda Barton Makita Sokidi Andra Whiteside Danielle Whiteside Gabriella Wong |